# Oefa (rivier)

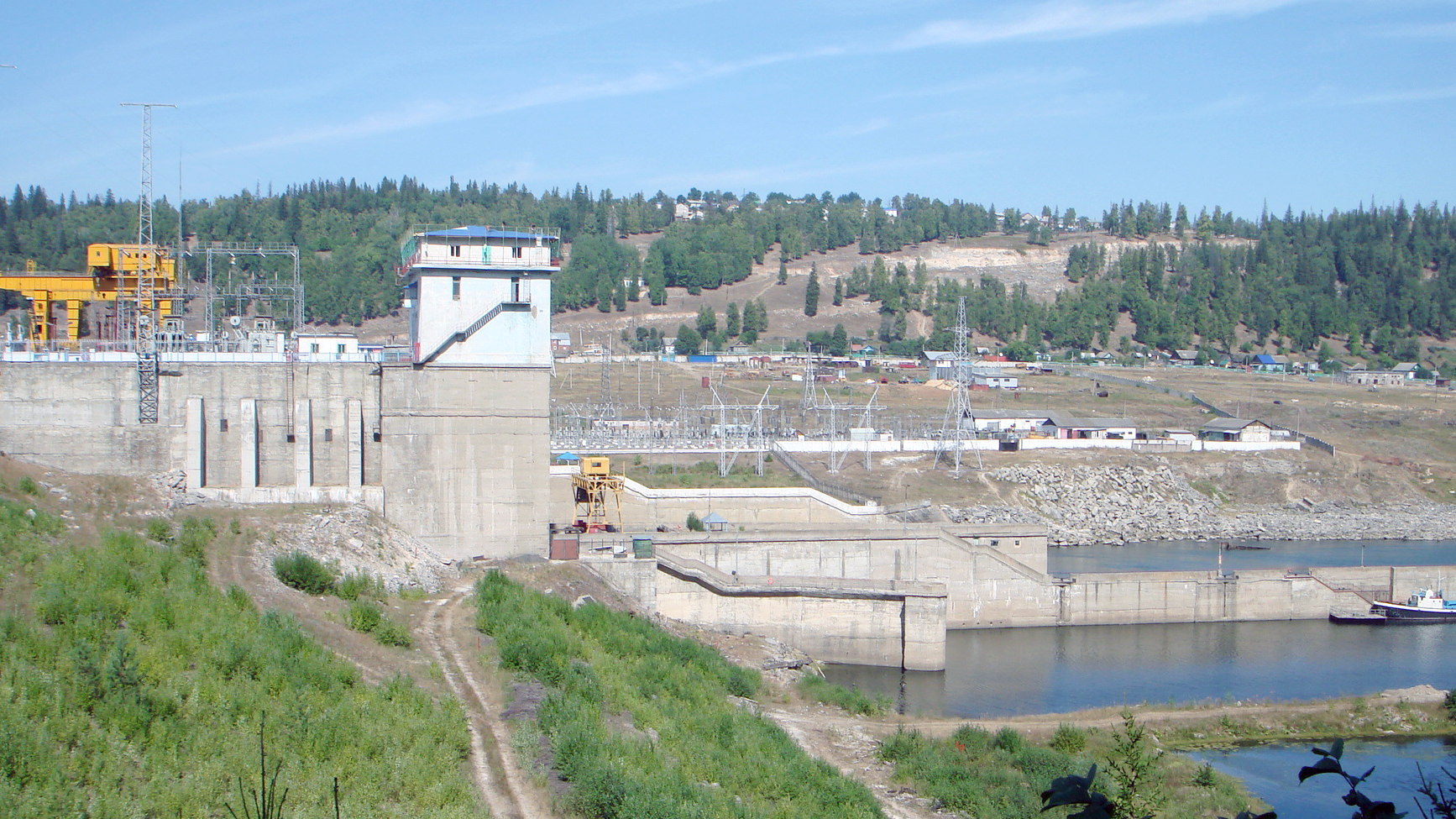
Pavlovka waterkrachtcentrale

De Oefa (Russisch: Уфа; Basjkiers: Ҡариҙел, Qariẕel; "zwarte rivier", Tataars: Öfä; Tsjoevasjisch: Е̌пхӳ, Ěphü) is een Russische rivier die stroomt door de Oeral. De rivier stroomt door oblast Tsjeljabinsk, oblast Sverdlovsk en Basjkortostan. Het is een zijrivier van de Belaja.
De rivier heeft een gemiddeld debiet van 388 m³/s (minimum 55 m³/s; maximum 3740 m³/s). De Oefa bevriest vanaf eind oktober tot begin december en ontdooit weer in april-mei. Bij de plaats Pavlovka, bevindt zich een dam met waterkrachtcentrale. Het water van de rivier wordt op grote schaal gebruikt voor de watervoorziening. De belangrijkste plaatsen aan de Oefa zijn Krasno-oefimsk en Oefa (ter hoogte van de instoming in de Belaja).